# 扬·皮列尔
扬·皮列尔（捷克語：Jan Piller，1922年7月4日—1995年10月20日），捷克斯洛伐克共产党领导人、副总理，布拉格之春的支持者。。